# Association des industries aérospatiales et de défense de l'Europe - Normalisation
L'Association des industries aérospatiales et de défense de l'Europe - Normalisation (ASD-STAN), est une association qui crée, développe et tient à jour des normes au nom de l'industrie aérospatiale et de défense européenne. L'ASD-STAN publie et vend en ligne ses propres documents-normes pour les produits, les systèmes de qualité et le support produit de l'industrie aérospatiale européenne.
L'ASD-STAN était autrefois connue sous le nom d'Association Européenne des Constructeurs de Matériel Aérospatial Normalisation (AECMA-STAN).

## Histoire
Les origines de l’ASD-STAN remontent au début des années 1970 lorsque les membres de l'ancienne AECMA décidèrent de créer un groupe d'experts pour le développement de normes techniques (AECMA CN). Depuis 1973, ce groupe coopère avec le Comité européen de normalisation (CEN) (organisation européenne de normalisation), permettant à ce dernier de publier les normes techniques produites par AECMA CN sous la forme de normes européennes, c’est-à-dire de normes « EN ». À la suite de son inscription au Moniteur belge en tant qu'association internationale sans but lucratif, en 1986, l'AECMA-STAN fut officiellement reconnue par le CEN comme « Organisme Associé » et « seul fournisseur de normes aérospatiales ».
En 2004, l'Association Européenne des Constructeurs de Matériel Aérospatial, l'AECMA, fusionna avec deux autres organisations aéronautiques européennes : le Groupe des Industries de Défense (EDIG) et EUROSPACE (en). Elle devint alors l'Association des Industries de l'Aéronautique et de Défense de l'Europe ou ASD. Il fut décidé, en parallèle, de faire suivre à l'AECMA-STAN le même changement de dénomination ; celle-ci devint alors l'ASD-STAN.
Le terme « ASD » était souvent synonyme des spécifications développées par cette organisation : voir par exemple « ASD Spec 1000D », « ASD 2000M Spec », « ASD Simplified Technical English », ainsi que les liens ci-dessous.

## Coopération
L'ASD-STAN coopère avec diverses organisations européennes et internationales dans le domaine de la normalisation du secteur Aérospatiale et Défense.
L'ASD-STAN agit en tant que comité technique du CEN pour l'Aérospatiale et intègre toutes ses « Normes Européennes projetées » (prEN) au processus de publication du CEN pour en faire des normes européennes (EN).
Au niveau européen, l'ASD-STAN collabore avec l'ASD, l'EAQG (branche européenne de l'International Aerospace Quality Group), l'Agence européenne de la sécurité aérienne (EASA) et l'Organisation européenne pour l'équipement de l'aviation civile (EUROCAE) et — sur les thématiques de normalisation liées à la Défense — dans le secteur de l'Aérospatiale avec l'Agence européenne de défense (EDA).
Au niveau international, l'ASD-STAN a des projets communs avec l'Aerospace Industries Association et la SAE International pour produire des normes communes. L'ASD-STAN est reconnue par l'International Aerospace Quality Group comme l'organisme européen pour le développement et la publication des normes aérospatiales mondiales de la série 9100. L'ASD-STAN collabore avec différents comités techniques de l'Organisation internationale de normalisation dans le secteur aérospatial (ISO/TC 020), le secteur matériel (ISO/TC 079 et ISO/TC 155) et les systèmes d'automatisation (ISO/TC 184).
Dans le secteur de la Défense, l'ASD-STAN fait partie du Groupe conjoint de maintenance EDA, pour la maintenance du système « EDSIS » d'EDA, l'Agence européenne de la défense, sur les sujets relatifs à l'aérospatiale. L'ASD-STAN aide le groupe CEN de coordination de la normalisation de la Défense (DSCG) à fournir des normes en fonction des besoins identifiés dans le secteur aérospatial et dispose d'un accord de coopération avec l'OTAN.
Les normes de l'ASD-STAN relatives aux produits sont utilisés par l'ASD-CERT pour la certification, en fonction des exigences du « Série aérospatiale – Systèmes de management de la Qualité – Procédure de qualification pour pièces aérospatiales normalisées ».
Les travaux de l'ASD liés aux documents de normalisation sont reproduits par l'ASD-STAN et publiés comme documents « ASD-STAN prEN », suivant le processus général de l'ASD-STAN de développement et de publication.

## Développement et publication de la norme
Les travaux de l'ASD-STAN sont publiés sous forme de « Rapport Technique » (TR) ou de « Norme Européenne projetée » (prEN). L'abréviation prEN est souvent assimilée à preEN, mais ne doit pas être confondue avec l'abbréviation CEN prEN.
Au fil des ans, l'ASD-STAN a établi un processus de normalisation allégé et rationalisé pour les normes de l'industrie aérospatiale européenne, en accord avec le Comité européen de normalisation (CEN).
Il suit les principes d'ouverture, de transparence et de consensus requis par le règlement sur la normalisation européenne. Cependant, la réduction du délai requis pour le processus d'élaboration des normes en fonction des besoins de l'industrie reste un objectif constant de l’ASD-STAN. Le processus est décrit en détail dans la notice explicative du processus général de l’ASD-STAN.
Le temps de rédaction générale, de soumission au vote et de publication d'un prEN de l’ASD-STAN est de 12 mois et comprend les étapes suivantes :
1. Nouvel élément de travail (NWI) Proposition et Accord ;
2. Processus de rédaction ;
3. Scrutin et processus d'examen ;
4. Finalisation du projet de norme via une mise à jour et une mise en forme ;
5. Publication comme prEN.

Avec 2213 ENs – ce qui représente 11 % des normes EN disponibles en Europe — l'ASD-STAN est l'un des principaux fournisseurs des normes européennes. En outre, 808 prEN et 64 rapports techniques ont déjà été publiés par l'ASD-STAN. Ces prEN seront transformés en normes européennes dans un proche avenir. Actuellement, il y a 672 projets de normes en cours impliquant environ 450 experts de l'industrie aérospatiale européenne (données de juin 2016).
En 2015, l'ASD-STAN a publié 80 nouvelles « Normes Européennes projetées » (prEN), en plus d'amorcer la transformation de 115 prEN en Normes Européennes (EN).

## Membres
Les industries aérospatiales européennes sont représentées par les associations industrielles nationales ou des organisations européennes en tant que membres de l'ASD-STAN. Cette approche permet à chaque partenaire industriel, en particulier les PME, de participer aux diverses activités de normalisation de l’ASD-STAN.
Les membres actuels de l’ASD-STAN sont les suivants :
- France : Le Groupement des industries françaises aéronautiques et spatiales (GIFAS)
- Allemagne : L'Institut allemand de normalisation, e.V. Deutsches Institut für Normung
- Italie : Federazione Aziende Italiane par l'Aerospazio, la Difesa e la Sicurezza (AIAD)
- Espagne : Association espagnole des entreprises des secteurs de la Défense, de l'Aéronautique, de la Sécurité et de la Technologie Aérospatiale (TEDAE)
- Suède : Säkerhets Et Föfsvars Företagen
- Royaume-Uni : ADS Group (en) (devise : « Faire progresser l'industrie britannique de l'Aérospatiale, de la Défense, de la Sécurité & de l'Espace »)
- Europe : L’Agence européenne de la sécurité aérienne (EASA)
- AeroSpace and Defence Industries Association of Europe

## Domaines de normalisation
L'ASD-STAN couvre neuf domaines de normalisation de l'Aérospatiale et de la Défense :
Domaines/Sujets couverts par le D1 « Procédures d'Ingénierie générale »
- LOTAR : Long Term Archiving and Retrieval of Digital Technical Product Data / Archivage à long terme et récupération des données de produits techniques numériques
- MOAA : Modular and Open Avionics Architecture / Architecture avionique modulaire et ouverte
- Qualité de l'air en cabine
- UAS : Unmanned Aircraft System / Système aéronautique piloté à distance
- RFID : Radio Frequency Identification/ Identification des radiofréquences
- Gestion de programme et ingénierie des systèmes
- Systèmes intégrés pour les divertissements à bord
- Built-in Tests / Essais intégrés
- Équipements d'amerrissage

Domaines/Sujets couverts par le D2 « Électrique »
- Optique
- Électricité
- Et les normes de produits des composants associés au domaine.

Domaines/Sujets couverts par le D3 « Mécanique »
- Pièces de systèmes mécaniques
- Attaches
- Systèmes fluides

Domaines/Sujets couverts par le D4 « Matériaux (Métalliques et Non Métalliques) »
- Aluminium
- Titane
- Aciers
- Soudage / brasage
- Méthodes d'essai
- Traitements de surface métallique
- Élastomères / Mastics
- Matériau composite
- Peintures / Vernis et traitements de surface non métalliques
- Superalliage

Domaines/Sujets couverts par le D6 « Qualité »
Le domaine D6 « Qualité » assure le développement et la mise à jour de tous les documents liés à la qualité dans le secteur de l'assurance des produits et de gestion de la qualité. Il peut assurer le développement de documents liés aux secteurs suivants : gestion de l'assurance des produits, gestion de la qualité, assurance qualité, assurance de la sécurité, assurance de la fiabilité, assurance de disponibilité et de maintenabilité, assurance des produits logiciels. Il définit leurs objectifs respectifs, les politiques, les exigences et les normes de mise en œuvre pour atteindre la « qualité » globale déclarée et les objectifs « assurance produit »  tout au long du cycle de vie complet des produits.
Le domaine couvre principalement les activités de l'International Aerospace Quality Group « IAQG » et représente le secteur européen (EAQG) de l’IAQG, avec pour perspective l'établissement d'une position européenne et la défense des intérêts européens concernant les travaux de l’IAQG. L'IAQG élabore des normes, souvent considérées comme un prolongement des systèmes existants de gestion de la qualité, afin de mettre en œuvre des initiatives qui apportent des améliorations significatives en matière de qualité et de réduction des coûts tout au long de la chaîne de valeur, via l'établissement et le maintien d'une coopération dynamique, basée sur la confiance, entre les entreprises aérospatiales internationales. Les objectifs de l’IAQG, couverts par le domaine de l’ASD-STAN, sont :
- Établir le point en commun des systèmes aéronautiques, spatiaux et de qualité de la Défense, « comme documenté » et « tel qu'appliqué »
- Établir et mettre en œuvre un processus d'amélioration continue, afin de donner vie à des initiatives [par exemple, les attentes de l'industrie, la production optimisée (Lean manufacturing), les indicateurs de performance]
- Établir des méthodes pour partager les meilleures pratiques dans l'industrie aéronautique, spatiale et de la Défense
- Coordonner les initiatives et les activités avec les organismes de réglementation / gouvernementaux et d'autres parties prenantes de l'industrie, avec pour perspective la prise en considération des normes respectives comme moyens acceptables de mise en conformité.

Sous l'égide du Comité de navigabilité TSA et reproduites en parallèle par l'ASD-STAN via son processus de développement et de publication des normes, un ensemble de normes pour l'Agrément des Organismes  de Conception (Design Organization Approval – DOA) ont été développées pour devenir des normes européennes et un moyen acceptable de conformité aux exigences de l'AESA DOA. Les détenteurs de cet agrément imposent à leurs fournisseurs de conception des exigences trop différentes et souvent complexes pour le même sujet. Un ensemble commun d'exigences est préparé au sein de l'industrie aérospatiale, l'AESA et l'EAQG. Il partage avec l'AESA les objectifs globaux de « simplification » (par exemple des exigences minimales, plus de documents d'orientation) et de création de normes industrielles. 
Domaines/Sujets  couverts par le D7 « Normes de eBusiness »
Ce domaine est animé par le Groupe de Normalisation Stratégique ASD (SSG).
Le SSG est un groupe de fabricants européens, d'associations A & D et d'agences gouvernementales militaires, formé afin de partager les efforts de développement de normes communes de commerce en ligne A & D et des politiques européennes associées harmonisées pour une application opérationnelle.
Les deux sont considérés aujourd'hui comme deux leviers stratégiques de compétitivité pour toute la fabrication A & D et leurs chaînes d'approvisionnement (Nouveau rôle du Fabricant d’Equipement d'origine (OEM) en tant qu'intégrateur système, et Intégrateur des données produit & processus).
L'ASD SSG ne vise pas à créer de nouvelles normes de commerce en ligne, mais vise plutôt à soutenir une gouvernance européenne efficiente des normes internationales et européennes :
- Identifier l'ensemble de normes à utiliser ou à développer afin de couvrir le spectre complet des besoins en matière de commerce en ligne ;
- Proposer et appliquer des outils de gouvernance au niveau stratégique et technique (par exemple écran radar, cadre d'interopérabilité, processus d'évaluation) ;
- Développer un réseau d'experts ;
- Développer des liaisons avec toutes les organisations de normalisation compétentes.

Domaines/Sujets  couverts par le D8 « Support produit »
Le domaine est tenu par le Groupe de Support produit ASD et comprend une formation sur les TSA-STE100.  
Domaines/Sujets  couverts par le D9 « Environnement »
Les considérations environnementales de tous les domaines, y compris les normes sur la déclaration des substances chimiques, sont couvertes par le domaine de l'environnement.
Domaines/Sujets couverts par le D10 « Espace »
Les questions spatiales sont traitées via le Panel de normalisation ASD EUROSPACE.